# Scandale des compteurs d'eau
Le scandale des compteurs d'eau est une affaire politico-financière ayant touché l'administration municipale montréalaise de Gérald Tremblay de 2007 à 2009 au cours de la campagne des élections municipales.

## Le projet
Le projet d'installation de compteurs d'eau dans les immeubles industriels, commerciaux et institutionnels (ICI) montréalais remonte à 2002. L’administration Tremblay, nouvellement au pouvoir, lançait le Chantier sur l’eau visant à unifier les ressources de gestion de l’eau sur l’île de Montréal. Ce n’est toutefois qu’une année plus tard que l’administration municipale annonçait fermement son intention d’installer des compteurs dans les ICI. En août 2004, la Ville annonçait son intention de faire un appel d’offres pour l’installation des compteurs d’eau dans les ICI. Déjà à ce moment, le Syndicat professionnel des scientifiques à pratique exclusive de Montréal croyait qu’une trop grande partie du projet n’ait été remise dans les mains de l’entreprise privée. Le projet à ce moment était loin d’être celui qui sera retenu finalement. Le projet, d’une ampleur de plusieurs (centaines de) millions, visait simplement l’installation de compteurs d’eau.
L'appel de qualification pour le choix d'une firme a débuté en juin 2006. C'est le 21 novembre 2007, que l'administration Tremblay annonçait le choix du consortium GÉNIeau, qui s'est vu donner la responsabilité de l'installation et de l'entretien de 30 000 compteurs d'eau sur l'île de Montréal (23 000 nouveaux compteurs à installer et 7 000 à remplacer). La valeur du contrat était de à 356 millions de $ sur 25 ans. La ville ajoutait pour sa part, un investissement de 67 millions de dollars. C’est entre février 2006 et le mois de mai de la même année que le projet a pris énormément d’ampleur.
L'objectif de l'installation des compteurs n'est pas a priori la tarification de l'eau. Bien que l'administration Tremblay reconnaisse que la tarification puisse être envisageable, le but du projet est plutôt d'avoir un portrait de la consommation d'eau et de pouvoir détecter plus rapidement les fuites, évitant ainsi le gaspillage.
Le conseil d'agglomération a entériné le choix de la firme le 29 novembre.

## Première controverse
Le 13 décembre 2007, quelques jours avant la signature du contrat, le journal Le Devoir rendait publique que la firme ayant conseillé la ville de Montréal dans l'appel d'offres du contrat, BPR, collaborait dans plusieurs projets avec la firme Dessau, l'une des deux entreprises choisies pour la réalisation du contrat. Selon Le Devoir, la firme BPR avait été engagé pour soutenir la ville à toutes les étapes du processus d'appel d'offres (élaboration du projet, devis pour l'appel de qualification,  lien avec les soumissionnaire, etc.). Selon le journaliste, les deux compagnies travaillent sur des projets communs depuis 1995.

## Débuts des problèmes
L'article sortant le scandale est celui de la une du Devoir du 13 décembre 2007 titré: Conflit d'intérêts à propos d'un contrat de 355 millions. Sous la plume de Kathleen Lévesque, on y lit :
« Le plus gros contrat jamais octroyé par la Ville de Montréal est marqué par un conflit d'intérêts. La firme d'ingénieurs Dessau-Soprin vient de remporter la mise pour l'installation et l'entretien des compteurs d'eau dans les entreprises, un contrat de 355 millions. Or, ce contrat a été orchestré par BPR, partenaire commercial de Dessau-Soprin dans au moins trois consortiums, a appris Le Devoir. »
« C'est à la demande de la Ville de Montréal que la firme d'ingénierie BPR a participé au processus de sélection. On retrouve BPR à chacune des étapes: élaboration du projet dès 2005, établissement du devis pour l'appel de qualification, c'est-à-dire l'explication technique des besoins de la Ville, participation aux séances d'information avec les candidats ainsi qu'appel de propositions et analyse de ces dernières. En bout de ligne, le contrat a été octroyé au consortium Génieau, formé de Dessau-Soprin et de l'entrepreneur Simard-Beaudry. »

## Quelques chiffres
Valeur du contrat : 355 846 518 $ (source rapport du vérificateur).

## Chronologie
2006
Juin : lancement de l’appel d’offre pour choisir une compagnie responsable de l’installation des compteurs d’eau.
2007
[Novembre ou décembre] : signature du contrat entre la ville de Montréal.